# Valley Forge Military Academy and College
Il Valley Forge Military Academy and College è un collegio scolastico maschile statunitense ubicato a Wayne (contea di Delaware, Pennsylvania), poco lontano da Filadelfia.
L'istituzione scolastica è una scuola superiore in cui gli allievi possono seguire i corsi dal settimo al dodicesimo anno; è inoltre uno dei cinque junior college militari degli Stati Uniti, scuole post diploma di durata biennale destinate a preparare ufficiali della riserva per l'esercito americano, ferma restando la necessità di completare altri due anni di corso per divenire ufficiali in servizio effettivo. Questo tuttavia non esclude che i diplomati di questo corso possano invece proseguire gli studi senza entrare nella carriera militare.
Il college ospita normalmente oltre 500 studenti.